# Sân bay Bambari
Sân bay Bambari (IATA: BBY, ICAO: FEFM) là một sân bay ở Bambari, Cộng hòa Trung Phi.